# Diolcogaster narendrani
Diolcogaster narendrani är en stekelart som beskrevs av Rema och Sheeba 2004. Diolcogaster narendrani ingår i släktet Diolcogaster och familjen bracksteklar. Inga underarter finns listade i Catalogue of Life.